# 移動城堡世界巡迴演唱會
《移動城堡世界巡迴演唱會》，是台灣女子演唱團體S.H.E第二次的大型巡迴演唱会。

## 巡演歷程
此次巡迴演唱會自2006年7月8日於上海八萬人體育場首場开始，並且也寫下一段紀錄，上海八萬人體育場爆滿，再次刷新女歌手上海演唱會票房紀錄，除此之外，此次巡演從上海場到武漢場在短短5個月内就吸引了大約19萬人次到場欣赏演唱會，整體票房總共高達約2億元，接著同年12月16日回到家鄉臺灣舉辦《S.H.E移動城堡世界巡迴演唱會》，初次登上臺北小巨蛋舞臺開唱，並成為第一組登上台北小巨蛋開唱的流行女子演唱團體，也是第一組在台北小巨蛋開唱的華語流行音樂演唱團體，亦是S.H.E首次在小巨蛋舉辦大型售票演唱會，此次巡演從上海場到台灣場在短短6個月内一共累計了大約20萬人次到場欣赏演唱會，之後於2007年12月1日在馬來西亞吉隆坡作為最終場结束本次巡演，巡演場次總共有11場演出。
相隔一年半後，此輪巡演再追加一場「特別場」演唱会，而演唱會於2009年6月20日在澳門開唱，所以本次巡演總共場次有12场演出。

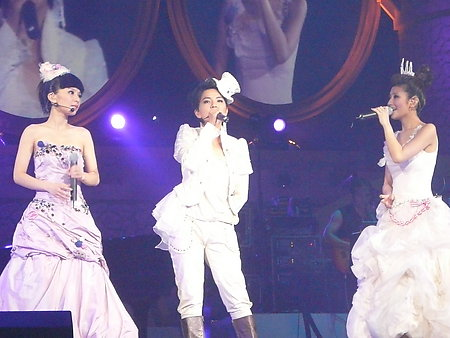
2006年7月《移動城堡世界巡迴演唱會》於香港紅磡體育館

## 簡介
演唱會中S.H.E不只是演唱自己本身的歌曲，也選唱其它歌手的歌曲，除此之外S.H.E也練習了歌唱以外的才藝，例如：Selina在椅子上跳起了性感熱舞；Hebe苦練多時的爵士鼓也帥氣登場表現毫無差錯；Ella表演鋼琴自彈自唱，邊彈鋼琴邊唱著陶喆的歌曲〈愛很簡單〉。

## 巡演地点
| 日期               | 城市       | 国家/地区  | 地点                 | 表演嘉賓                               | 觀眾人數     | 附註                                                                                      |
| ------------------ | ---------- | ---------- | -------------------- | -------------------------------------- | ------------ | ----------------------------------------------------------------------------------------- |
| 第一階段           |            |            |                      |                                        |              |                                                                                           |
| 2006年7月8日       | 上海       | 中國       | 上海八萬人體育場     | 周杰倫、潘瑋柏、Tank                   | 大約55,000人 | 上海體育場爆滿，並再次刷新女歌手上海演唱會的票房紀錄。                                    |
| 2006年7月13日      | 香港       | 香港       | 红磡體育館           | 周杰倫、張智成、Tank                   | 大約12,000人 | 首次登上紅館開唱，尚未開記者會宣傳，一萬多張門票即全數賣光。                              |
| 2006年10月14日     | 瀋陽       | 中國       | 五里河體育場         | 周杰倫、潘瑋柏、Tank                   | 大約45,000人 |                                                                                           |
| 2006年10月21日     | 武漢       | 中國       | 武漢體育中心體育場   | 周杰倫、潘瑋柏、Tank                   | 大約45,000人 | 首次開大型演唱會下雨，全場淋雨完成演出。                                                  |
| 2006年11月11日     | 深圳       | 中國       | 深圳體育場           | Tank、飛輪海                           | 大約30,000人 |                                                                                           |
| 2006年12月16日     | 台北       | 台灣       | 台北小巨蛋           | 李玟、飛輪海、Tank、袁惟仁             | 大約12,000人 | S.H.E首次在台北小巨蛋舉辦大型售票演唱會，並創下小巨蛋開館以來最高最大的城堡舞台規模紀錄。 |
| 2007年1月27日      | 新加坡     | 新加坡     | 新加坡室內體育館     | 孫燕姿、飛輪海                         | 大約8,000人  |                                                                                           |
| 第二階段           |            |            |                      |                                        |              |                                                                                           |
| 2007年9月1日       | 北京       | 中國       | 朝陽奧體中心體育場   | 劉力揚、Tank                           | 大約30,000人 |                                                                                           |
| 2007年10月13日     | 長沙       | 中國       | 賀龍體育场           | 周杰倫、潘瑋柏                         | 大約45,000人 |                                                                                           |
| 2007年11月10日     | 珠海       | 中國       | 珠海市體育中心體育場 | 劉力揚、Tank                           | 大約40,000人 |                                                                                           |
| 2007年12月1日      | 吉隆坡     | 马来西亚   | 默迪卡体育场         | 飛輪海（辰亦儒、吳尊、炎亞綸）、鄭偉康 | 大約35,000人 |                                                                                           |
| 第三階段（特別場） |            |            |                      |                                        |              |                                                                                           |
| 2009年6月20日      | 澳門       | 澳門       | 金光綜藝館           | Tank、潘裕文                           | 大約12,000人 | 此場為此次巡演的「特別版」。                                                              |
| 觀眾總人數         | 觀眾總人數 | 觀眾總人數 | 觀眾總人數           | 觀眾總人數                             | 約369,000人  |                                                                                           |

## 演出曲目

### 香港場歌單
1. 戀人未滿
2. 不想長大
3. REMEMBER
4. 星光
5. ELLA的娃娃兵進行曲
6. 愛呢
7. 天灰
8. 不做你的朋友
9. Selina Solo Dancing Show
10. 對號入座
11. SUPER MODEL
12. BELIEF
13. 花都開好了
14. 三國戀（TANK）
15. 獨唱情歌（Selina+TANK）
16. 十面埋伏
17. 痛快
18. 還是會寂寞（Selina Solo）
19. She's The One（Hebe Solo）
20. 陰天（Ella Solo）
21. 情人（粵語）
22. 白色戀歌
23. 別說對不起
24. May I love You (Hebe feat.張智成)
25. 愛很簡單（Ella Solo）
26. 候鳥
27. 熱帶雨林（S.H.E feat.周杰倫）
28. 髮如雪（周杰倫）
29. 波斯貓
30. Ring Ring Ring
31. 美麗新世界
32. 魔力(歌迷版)
33. 遠方
34. 我愛你
35. Hebe Drum Solo
36. Super Star

### 台北場歌單
1. 戀人未滿
2. 不想長大
3. REMEMBER
4. 星光
5. ELLA的娃娃兵進行曲
6. 愛呢
7. 天灰
8. Selina Solo Dancing Show
9. 對號入座
10. SUPER MODEL
11. 我們怎麼了
12. 遠方
13. 獨唱情歌（Selina+TANK）
14. 十面埋伏
15. 痛快
16. 白色戀歌
17. 別說對不起
18. 怎麼辦
19. 好心情（S.H.E feat.李玟）
20. 真情人（清唱）
21. 第九夜（李玟）
22. 旋木（Hebe+袁惟仁）
23. 夢醒了（Hebe+袁惟仁）
24. 家後（Selina Solo）
25. 愛很簡單（Ella Solo）
26. 候鳥
27. 熱帶雨林
28. 只對你有感覺（Hebe+飛輪海）
29. 月桂女神
30. 波斯貓
31. Ring Ring Ring
32. 美麗新世界
33. 魔力
34. 我愛你
35. Hebe Drum Solo
36. Super Star
37. 魔力（清唱）

### 珠海場歌單
1. 戀人未滿
2. 不想長大
3. REMEMBER
4. 星光
5. ELLA的娃娃兵進行曲
6. 愛呢
7. 不作你的朋友
8. Selina Solo Dancing Show
9. 對號入座
10. Super Model
11. 五月天
12. 遠方
13. 獨唱情歌（Selina+TANK）
14. 專屬天使（TANK）
15. 十面埋伏
16. 中國話
17. 白色戀歌
18. 別說對不起
19. 怎麼辦
20. 提線木偶（劉力揚）
21. Rain布萊梅（劉力揚）
22. 薔薔
23. 老婆
24. 說你愛我
25. 月桂女神
26. 波斯貓
27. Ring Ring Ring
28. 美麗新世界
29. 魔力
30. 我愛你
31. Hebe Drum Solo
32. Super Star

### 吉隆坡場歌單
1. 戀人未滿
2. 不想長大
3. REMEMBER
4. 星光
5. ELLA的娃娃兵進行曲
6. 愛呢
7. 不作你的朋友
8. Selina Solo Dancing Show
9. 對號入座
10. Super Model
11. 五月天
12. 遠方
13. 只對你有感覺（Hebe+飛輪海）
14. 超喜歡你（飛輪海）
15. 不會愛（飛輪海）
16. 十面埋伏
17. 中國話
18. 情人
19. 白色戀歌
20. 別說對不起
21. 怎麼辦
22. Moondance（鄭偉康）
23. 倔強愛著你（鄭偉康）
24. 薔薔
25. 老婆
26. 說你愛我
27. 月桂女神
28. 波斯貓
29. Ring Ring Ring
30. 美麗新世界
31. 魔力
32. 我愛你
33. Hebe Drum Solo
34. Super Star

### 澳門場歌單
1. 戀人未滿
2. 不想長大
3. REMEMBER
4. 星光
5. ELLA的娃娃兵進行曲
6. 愛呢
7. 沿海公路的出口
8. Selina Solo Dancing Show
9. 對號入座
10. 宇宙小姐
11. 五月天
12. 十面埋伏
13. 中國話
14. 情人（粵語）
15. 612星球
16. 怎麼辦
17. 獨唱情歌（Selina+TANK）
18. 愛到瘋癲（愛到失眠）（Ella Solo）
19. 安靜了
20. 說你愛我
21. 老婆
22. 波斯貓
23. Ring Ring Ring
24. 美麗新世界
25. 魔力
26. 我愛你
27. Hebe Drum Solo
28. Super Star

## 演唱會影音
| 發行日期       | 名稱                            | 版本 | 附註                                                    |
| 2006年12月22日 | 移動城堡演唱會Live@HK紅磡體育館 | CD   | 收錄於2006年7月13日香港紅磡體育館舉辦之演唱會現場專輯。 |
| 2007年1月26日  | 移動城堡演唱會Live@HK紅磡體育館 | DVD  | 收錄於2006年7月13日香港紅磡體育館舉辦之演唱會現場影音。 |

## 共同演出
- 音樂總監
  - 王治平
  - 洪敬堯
- 樂手
  - Keyboard1&Band Leader：洪敬堯
  - Keyboard2：陳子杰
  - 吉他手：倪方來
  - Bass手：譚明輝
  - 鼓手：黃顯忠
- 合音天使
  - 合音1：馬毓芬
  - 合音2：李寶琦
  - 合音3：黃怡

## 演唱會製作
- 製作單位
  - 源活國際娛樂整合行銷
- 演唱會總監
  - 陳鎮川
- 製作人
  - 彭佳玲

## 参見
- S.H.E
- 移動城堡演唱會Live@HK紅磡體育館
- S.H.E演唱會列表

## 外部連結
- YouTube上的S.H.E 2006移動城堡 CF